# Flotats (Clariana de Cardener)
Flotats és una masia de Clariana de Cardener (Solsonès) inclosa a l'Inventari del Patrimoni Arquitectònic de Catalunya.

## Descripció

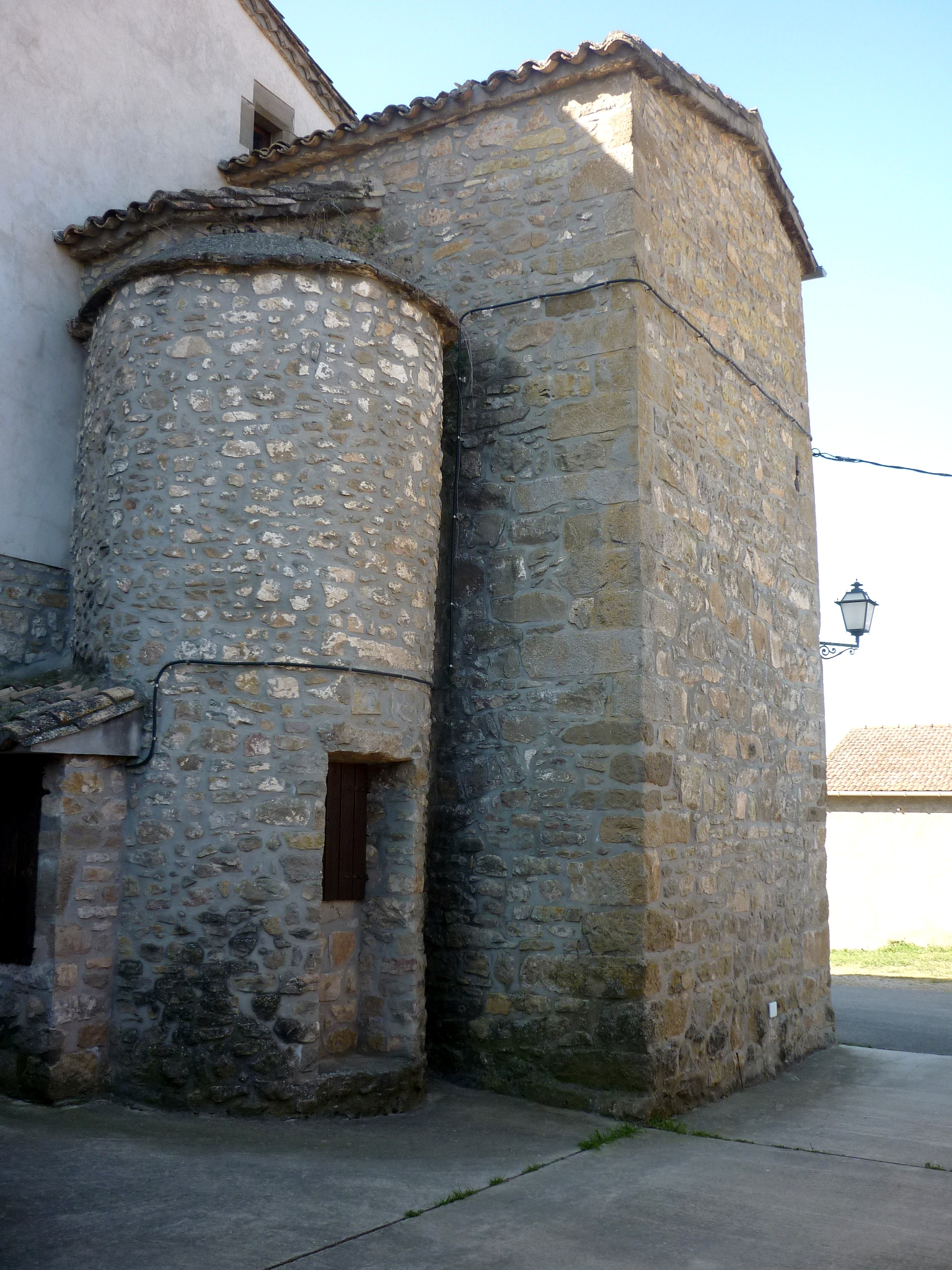
La típica cisterna

La masia de Flotats, al peu del castell de Clariana i a l'altre costat de la nova església parroquial del municipi, està situada al centre històric del municipi, al peu de l'antic camí de Cardona a Solsona.
La masia és de planta basilical, amb el carener perpendicular a la façana principal i orientada a migdia. Al costat de llevant la masia té un annex de considerables proporcions, obra del segle xviii, format per una àmplia eixida, arcs de mig punt als dos pisos, oberts a llevant i a migdia. Aquest cos és cobert amb vessant d'un sol ràfec, prolongació de la cobertura principal.
Al segle xx han estat reformades les obertures de la masia, substituïdes les originals per balcons i finestres simètriques.